# Liste des Z 50000
Cette page est une annexe de l'article « Z 50000 ».

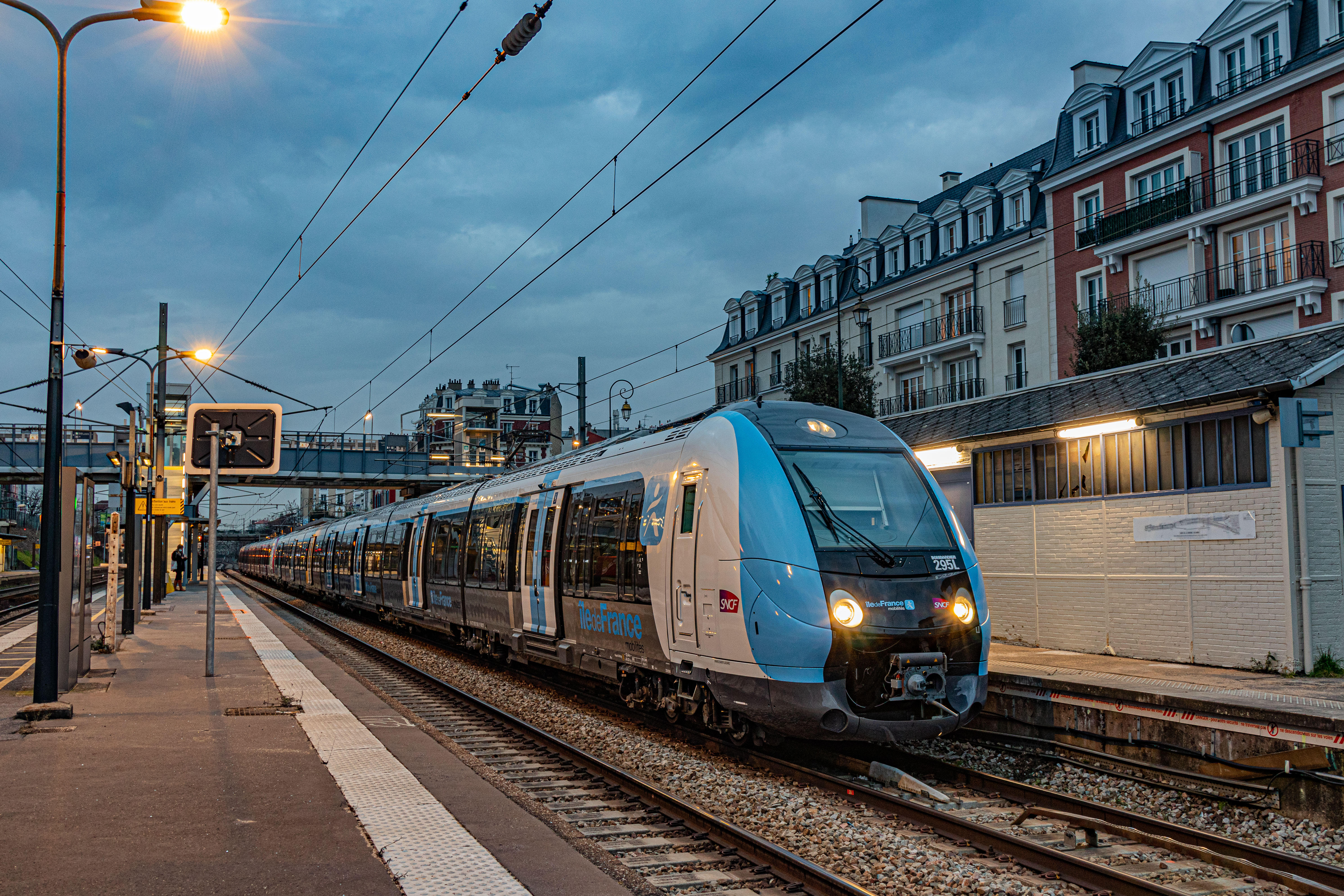
Rame Z 50000 avec la livrée Île-de-France Mobilités en gare de La Garenne-Colombes.

Cette liste recense les éléments du parc de Z 50000, matériel roulant de la Société nationale des chemins de fer français (SNCF) circulant depuis fin 2009 sur le réseau Transilien.
Au 9 décembre 2022, les 360 exemplaires commandés sont livrés. Le dépôt des Joncherolles en entretient 102 pour le compte des lignes H et K. Le dépôt de Noisy-le-Sec en entretient 64 pour le compte de la ligne P et de la ligne E du RER. Enfin, les dépôts de Levallois et d'Argenteuil, qui reçoivent des éléments à sept caisses (contre huit pour les lignes H, K, et P), en entretiennent 194 pour le compte des lignes J et L.

## État du matériel
| Rames  | Motrices    | Mise en service    | Radiation | Livrée                  | Nombre de caisses  | STF | Ligne                                                      | Particularités |
| ------ | ----------- | ------------------ | --------- | ----------------------- | ------------------ | --- | ---------------------------------------------------------- | --- |
| 01 H   | Z 50001/02  | 8 février 2011     |           | Île-de-France Mobilités | 8                  | SPN | Transilien · Ligne H du Transilien · Ligne K du Transilien | Elle est la seule à avoir reçu la livrée blanche test Bombardier |
| 02 H   | Z 50003/04  | 26 octobre 2012    |           | Île-de-France Mobilités | 8 (Anciennement 7) | SPN | Transilien · Ligne H du Transilien · Ligne K du Transilien | Cette rame a été livrée en version 7 véhicules dont 1 véhicule court afin de réaliser des essais pour la banlieue Paris Saint-Lazare. Elle est repassée à 8 véhicules avant d'être mise en service sur la Ligne H du Transilien. Elle a reçu une livrée partielle intégralement blanche à faces bleues                                     |
| 03 H   | Z 50005/06  | 7 décembre 2012    |           | Île-de-France Mobilités | 8 (Anciennement 7) | SPN | Transilien · Ligne H du Transilien · Ligne K du Transilien | Cette rame a été livrée en version 7 véhicules dont 1 véhicule court afin de réaliser des essais pour la banlieue Paris Saint-Lazare. Elle est repassée à 8 véhicules avant d'être mise en service sur la Ligne H du Transilien. Elle est une des seules rames à avoir reçu la livrée STIF 2006 - 2008 similaire aux B 82500 du Transilien |
| 04 H   | Z 50007/08  | 3 décembre 2010    |           | Île-de-France Mobilités | 8                  | SPN | Transilien · Ligne H du Transilien · Ligne K du Transilien | |
| 05 H   | Z 50009/10  | 28 septembre 2012  |           | Île-de-France Mobilités | 8                  | SPN | Transilien · Ligne H du Transilien · Ligne K du Transilien | |
| 06 H   | Z 50011/12  | 11 septembre 2012  |           | Île-de-France Mobilités | 8                  | SPN | Transilien · Ligne H du Transilien · Ligne K du Transilien | |
| 07 H   | Z 50013/14  | 19 décembre 2011   |           | Île-de-France Mobilités | 8                  | SPN | Transilien · Ligne H du Transilien · Ligne K du Transilien | |
| 08 H   | Z 50015/16  | 23 octobre 2009    |           | Île-de-France Mobilités | 8                  | SPN | Transilien · Ligne H du Transilien · Ligne K du Transilien | |
| 09 H   | Z 50017/18  | 11 décembre 2009   |           | Île-de-France Mobilités | 8                  | SPN | Transilien · Ligne H du Transilien · Ligne K du Transilien | |
| 10 H   | Z 50019/20  | 12 mars 2010       |           | Île-de-France Mobilités | 8                  | SPN | Transilien · Ligne H du Transilien · Ligne K du Transilien | |
| 11 H   | Z 50021/22  | 13 juillet 2010    |           | Île-de-France Mobilités | 8                  | SPN | Transilien · Ligne H du Transilien · Ligne K du Transilien | |
| 12 H   | Z 50023/24  | 26 juillet 2010    |           | Île-de-France Mobilités | 8                  | SPN | Transilien · Ligne H du Transilien · Ligne K du Transilien | Première rame repelliculée de Carmillon vers Île-de-France Mobilités par les technicentres SNCF |
| 13 H   | Z 50025/26  | 16 juillet 2010    |           | Île-de-France Mobilités | 8                  | SPN | Transilien · Ligne H du Transilien · Ligne K du Transilien | |
| 14 H   | Z 50027/28  | 23 août 2010       |           | Île-de-France Mobilités | 8                  | SPN | Transilien · Ligne H du Transilien · Ligne K du Transilien | |
| 15 H   | Z 50029/30  | 8 octobre 2010     |           | Île-de-France Mobilités | 8                  | SPN | Transilien · Ligne H du Transilien · Ligne K du Transilien | |
| 16 H   | Z 50031/32  | 22 octobre 2010    |           | Île-de-France Mobilités | 8                  | SPN | Transilien · Ligne H du Transilien · Ligne K du Transilien | |
| 17 H   | Z 50033/34  | 27 octobre 2010    |           | Île-de-France Mobilités | 8                  | SPN | Transilien · Ligne H du Transilien · Ligne K du Transilien | |
| 18 H   | Z 50035/36  | 26 novembre 2010   |           | Île-de-France Mobilités | 8                  | SPN | Transilien · Ligne H du Transilien · Ligne K du Transilien | |
| 19 H   | Z 50037/38  | 9 décembre 2010    |           | Île-de-France Mobilités | 8                  | SPN | Transilien · Ligne H du Transilien · Ligne K du Transilien | |
| 20 H   | Z 50039/40  | 17 décembre 2010   |           | Île-de-France Mobilités | 8                  | SPN | Transilien · Ligne H du Transilien · Ligne K du Transilien | |
| 21 H   | Z 50041/42  | 4 janvier 2011     |           | Île-de-France Mobilités | 8                  | SPN | Transilien · Ligne H du Transilien · Ligne K du Transilien | |
| 22 H   | Z 50043/44  | 4 janvier 2011     |           | Île-de-France Mobilités | 8                  | SPN | Transilien · Ligne H du Transilien · Ligne K du Transilien | |
| 23 H   | Z 50045/46  | 1er mars 2011      |           | Île-de-France Mobilités | 8                  | SPN | Transilien · Ligne H du Transilien · Ligne K du Transilien | |
| 24 H   | Z 50047/48  | 8 mars 2011        |           | Île-de-France Mobilités | 8                  | SPN | Transilien · Ligne H du Transilien · Ligne K du Transilien | |
| 25 H   | Z 50049/50  | 9 mars 2011        |           | Île-de-France Mobilités | 8                  | SPN | Transilien · Ligne H du Transilien · Ligne K du Transilien | |
| 26 H   | Z 50051/52  | 4 octobre 2011     |           | Île-de-France Mobilités | 8                  | SPN | Transilien · Ligne H du Transilien · Ligne K du Transilien | |
| 27 H   | Z 50053/54  | 11 octobre 2011    |           | Île-de-France Mobilités | 8                  | SPN | Transilien · Ligne H du Transilien · Ligne K du Transilien | |
| 28 H   | Z 50055/56  | 18 décembre 2012   |           | Île-de-France Mobilités | 8                  | SPN | Transilien · Ligne H du Transilien · Ligne K du Transilien | |
| 29 H   | Z 50057/58  | 20 octobre 2011    |           | Île-de-France Mobilités | 8                  | SPN | Transilien · Ligne H du Transilien · Ligne K du Transilien | |
| 30 H   | Z 50059/60  | 21 octobre 2011    |           | Île-de-France Mobilités | 8                  | SPN | Transilien · Ligne H du Transilien · Ligne K du Transilien | |
| 31 H   | Z 50061/62  | 28 octobre 2011    |           | Île-de-France Mobilités | 8                  | SPN | Transilien · Ligne H du Transilien · Ligne K du Transilien | |
| 32 H   | Z 50063/64  | 21 décembre 2011   |           | Île-de-France Mobilités | 8                  | SPN | Transilien · Ligne H du Transilien · Ligne K du Transilien | |
| 33 H   | Z 50065/66  | 28 octobre 2011    |           | Île-de-France Mobilités | 8                  | SPN | Transilien · Ligne H du Transilien · Ligne K du Transilien | |
| 34 H   | Z 50067/68  | 25 novembre 2011   |           | Île-de-France Mobilités | 8                  | SPN | Transilien · Ligne H du Transilien · Ligne K du Transilien | |
| 35 H   | Z 50069/70  | 14 novembre 2011   |           | Île-de-France Mobilités | 8                  | SPN | Transilien · Ligne H du Transilien · Ligne K du Transilien | |
| 36 H   | Z 50071/72  | 21 novembre 2011   |           | Île-de-France Mobilités | 8                  | SPN | Transilien · Ligne H du Transilien · Ligne K du Transilien | |
| 37 H   | Z 50073/74  | 7 novembre 2011    |           | Île-de-France Mobilités | 8                  | SPN | Transilien · Ligne H du Transilien · Ligne K du Transilien | |
| 38 H   | Z 50075/76  | 25 novembre 2011   |           | Île-de-France Mobilités | 8                  | SPN | Transilien · Ligne H du Transilien · Ligne K du Transilien | |
| 39 H   | Z 50077/78  | 12 décembre 2011   |           | Île-de-France Mobilités | 8                  | SPN | Transilien · Ligne H du Transilien · Ligne K du Transilien | |
| 40 H   | Z 50079/80  | 13 avril 2012      |           | Île-de-France Mobilités | 8                  | SPN | Transilien · Ligne H du Transilien · Ligne K du Transilien | |
| 41 H   | Z 50081/82  | 26 mars 2012       |           | Île-de-France Mobilités | 8                  | SPN | Transilien · Ligne H du Transilien · Ligne K du Transilien | |
| 42 H   | Z 50083/84  | 2 avril 2012       |           | Île-de-France Mobilités | 8                  | SPN | Transilien · Ligne H du Transilien · Ligne K du Transilien | |
| 43 H   | Z 50085/86  | 4 septembre 2012   |           | Île-de-France Mobilités | 8                  | SPN | Transilien · Ligne H du Transilien · Ligne K du Transilien | |
| 44 H   | Z 50087/88  | 14 juin 2012       |           | Île-de-France Mobilités | 8                  | SPN | Transilien · Ligne H du Transilien · Ligne K du Transilien | |
| 45 H   | Z 50089/90  | 2 mai 2012         |           | Île-de-France Mobilités | 8                  | SPN | Transilien · Ligne H du Transilien · Ligne K du Transilien | |
| 46 H   | Z 50091/92  | 3 août 2012        |           | Île-de-France Mobilités | 8                  | SPN | Transilien · Ligne H du Transilien · Ligne K du Transilien | |
| 47 H   | Z 50093/94  | 20 juillet 2012    |           | Île-de-France Mobilités | 8                  | SPN | Transilien · Ligne H du Transilien · Ligne K du Transilien | |
| 48 H   | Z 50095/96  | 30 août 2012       |           | Île-de-France Mobilités | 8                  | SPN | Transilien · Ligne H du Transilien · Ligne K du Transilien | |
| 49 H   | Z 50097/98  | 20 septembre 2012  |           | Île-de-France Mobilités | 8                  | SPN | Transilien · Ligne H du Transilien · Ligne K du Transilien | |
| 50 H   | Z 50099/100 | 1er décembre 2011  |           | Île-de-France Mobilités | 8                  | SPN | Transilien · Ligne H du Transilien · Ligne K du Transilien | |
| 51 H   | Z 50101/02  | 1er décembre 2011  |           | Île-de-France Mobilités | 8                  | SPN | Transilien · Ligne H du Transilien · Ligne K du Transilien | |
| 52 H   | Z 50103/04  | 19 décembre 2011   |           | Île-de-France Mobilités | 8                  | SPN | Transilien · Ligne H du Transilien · Ligne K du Transilien | |
| 53 H   | Z 50105/06  | 12 décembre 2011   |           | Île-de-France Mobilités | 8                  | SPN | Transilien · Ligne H du Transilien · Ligne K du Transilien | |
| 54 H   | Z 50107/08  | 22 décembre 2011   |           | Île-de-France Mobilités | 8                  | SPN | Transilien · Ligne H du Transilien · Ligne K du Transilien | |
| 55 H   | Z 50109/10  | 29 décembre 2011   |           | Île-de-France Mobilités | 8                  | SPN | Transilien · Ligne H du Transilien · Ligne K du Transilien | |
| 56 H   | Z 50111/12  | 28 septembre 2012  |           | Île-de-France Mobilités | 8                  | SPN | Transilien · Ligne H du Transilien · Ligne K du Transilien | |
| 57 H   | Z 50113/14  | 14 juin 2012       |           | Île-de-France Mobilités | 8                  | SPN | Transilien · Ligne H du Transilien · Ligne K du Transilien | |
| 58 H   | Z 50115/16  | 12 octobre 2012    |           | Île-de-France Mobilités | 8                  | SPN | Transilien · Ligne H du Transilien · Ligne K du Transilien | |
| 59 H   | Z 50117/18  | 6 juillet 2012     |           | Île-de-France Mobilités | 8                  | SPN | Transilien · Ligne H du Transilien · Ligne K du Transilien | |
| 60 H   | Z 50119/20  | 6 juin 2012        |           | Île-de-France Mobilités | 8                  | SPN | Transilien · Ligne H du Transilien · Ligne K du Transilien | |
| 61 H   | Z 50121/22  | 27 juin 2012       |           | Île-de-France Mobilités | 8                  | SPN | Transilien · Ligne H du Transilien · Ligne K du Transilien | |
| 62 H   | Z 50123/24  | 21 novembre 2012   |           | Île-de-France Mobilités | 8                  | SPN | Transilien · Ligne H du Transilien · Ligne K du Transilien | |
| 63 H   | Z 50125/26  | 19 octobre 2012    |           | Île-de-France Mobilités | 8                  | SPN | Transilien · Ligne H du Transilien · Ligne K du Transilien | |
| 64 H   | Z 50127/28  | 16 novembre 2012   |           | Île-de-France Mobilités | 8                  | SPN | Transilien · Ligne H du Transilien · Ligne K du Transilien | |
| 65 H   | Z 50129/30  | 30 novembre 2012   |           | Île-de-France Mobilités | 8                  | SPN | Transilien · Ligne H du Transilien · Ligne K du Transilien | |
| 66 H   | Z 50131/32  | 20 décembre 2012   |           | Île-de-France Mobilités | 8                  | SPN | Transilien · Ligne H du Transilien · Ligne K du Transilien | |
| 67 H   | Z 50133/34  | 26 octobre 2012    |           | Île-de-France Mobilités | 8                  | SPN | Transilien · Ligne H du Transilien · Ligne K du Transilien | |
| 68 H   | Z 50135/36  | 8 juin 2012        |           | Île-de-France Mobilités | 8                  | SPN | Transilien · Ligne H du Transilien · Ligne K du Transilien | |
| 69 H   | Z 50137/38  | 22 juin 2012       |           | Île-de-France Mobilités | 8                  | SPN | Transilien · Ligne H du Transilien · Ligne K du Transilien | |
| 70 H   | Z 50139/40  | 6 juillet 2012     |           | Île-de-France Mobilités | 8                  | SPN | Transilien · Ligne H du Transilien · Ligne K du Transilien | |
| 71 H   | Z 50141/42  | 27 juillet 2012    |           | Île-de-France Mobilités | 8                  | SPN | Transilien · Ligne H du Transilien · Ligne K du Transilien | |
| 72 H   | Z 50143/44  | 27 août 2012       |           | Île-de-France Mobilités | 8                  | SPN | Transilien · Ligne H du Transilien · Ligne K du Transilien | |
| 73 H   | Z 50145/46  | 6 septembre 2012   |           | Île-de-France Mobilités | 8                  | SPN | Transilien · Ligne H du Transilien · Ligne K du Transilien | |
| 74 H   | Z 50147/48  | 20 septembre 2012  |           | Île-de-France Mobilités | 8                  | SPN | Transilien · Ligne H du Transilien · Ligne K du Transilien | |
| 75 H   | Z 50149/50  | 5 octobre 2012     |           | Île-de-France Mobilités | 8                  | SPN | Transilien · Ligne H du Transilien · Ligne K du Transilien | |
| 76 H   | Z 50151/52  | 19 octobre 2012    |           | Île-de-France Mobilités | 8                  | SPN | Transilien · Ligne H du Transilien · Ligne K du Transilien | |
| 77 H   | Z 50153/54  | 2 novembre 2012    |           | Île-de-France Mobilités | 8                  | SPN | Transilien · Ligne H du Transilien · Ligne K du Transilien | |
| 78 L   | Z 50155/56  | 16 juin 2013       |           | Île-de-France Mobilités | 7                  | SLJ | Transilien · Ligne J du Transilien · Ligne L du Transilien | |
| 79 L   | Z 50157/58  | 11 février 2013    |           | Île-de-France Mobilités | 7                  | SLJ | Transilien · Ligne J du Transilien · Ligne L du Transilien | |
| 80 L   | Z 50159/60  | 17 avril 2013      |           | Île-de-France Mobilités | 7                  | SLJ | Transilien · Ligne J du Transilien · Ligne L du Transilien | |
| 81 L   | Z 50161/62  | 26 mars 2013       |           | Île-de-France Mobilités | 7                  | SLJ | Transilien · Ligne J du Transilien · Ligne L du Transilien | |
| 82 H   | Z 50163/64  | 30 novembre 2012   |           | Île-de-France Mobilités | 8                  | SPN | Transilien · Ligne H du Transilien · Ligne K du Transilien | |
| 83 H   | Z 50165/66  | 23 novembre 2012   |           | Île-de-France Mobilités | 8                  | SPN | Transilien · Ligne H du Transilien · Ligne K du Transilien | |
| 84 H   | Z 50167/68  | 7 décembre 2012    |           | Île-de-France Mobilités | 8                  | SPN | Transilien · Ligne H du Transilien · Ligne K du Transilien | |
| 85 H   | Z 50169/70  | 14 décembre 2012   |           | Île-de-France Mobilités | 8                  | SPN | Transilien · Ligne H du Transilien · Ligne K du Transilien | |
| 86 L   | Z 50171/72  | 1er juillet 2013   |           | Île-de-France Mobilités | 7                  | SLJ | Transilien · Ligne J du Transilien · Ligne L du Transilien | |
| 87 L   | Z 50173/74  | 24 juillet 2013    |           | Île-de-France Mobilités | 7                  | SLJ | Transilien · Ligne J du Transilien · Ligne L du Transilien | |
| 88 L   | Z 50175/76  | 3 octobre 2013     |           | Île-de-France Mobilités | 7                  | SLJ | Transilien · Ligne J du Transilien · Ligne L du Transilien | |
| 89 H   | Z 50177/78  | 31 mars 2013       |           | Île-de-France Mobilités | 8                  | SPN | Transilien · Ligne H du Transilien · Ligne K du Transilien | |
| 90 HE  | Z 50179/80  | 30 octobre 2013    |           | Île-de-France Mobilités | 8                  | SPE | (RER) · (E) · Transilien · Ligne P du Transilien           | |
| 91 HE  | Z 50181/82  | 9 décembre 2013    |           | Île-de-France Mobilités | 8                  | SPE | (RER) · (E) · Transilien · Ligne P du Transilien           | |
| 92 HE  | Z 50183/84  | 29 avril 2013      |           | Île-de-France Mobilités | 8                  | SPE | (RER) · (E) · Transilien · Ligne P du Transilien           | |
| 93 HE  | Z 50185/86  | 30 avril 2013      |           | Île-de-France Mobilités | 8                  | SPE | (RER) · (E) · Transilien · Ligne P du Transilien           | |
| 94 HE  | Z 50187/88  | 3 juin 2013        |           | Île-de-France Mobilités | 8                  | SPE | (RER) · (E) · Transilien · Ligne P du Transilien           | |
| 95 HE  | Z 50189/90  | 31 mai 2013        |           | Île-de-France Mobilités | 8                  | SPE | (RER) · (E) · Transilien · Ligne P du Transilien           | |
| 96 HE  | Z 50191/92  | 21 juin 2013       |           | Île-de-France Mobilités | 8                  | SPE | (RER) · (E) · Transilien · Ligne P du Transilien           | |
| 97 HE  | Z 50193/94  | 10 juillet 2013    |           | Île-de-France Mobilités | 8                  | SPE | (RER) · (E) · Transilien · Ligne P du Transilien           | |
| 98 HE  | Z 50195/96  | 29 juillet 2013    |           | Île-de-France Mobilités | 8                  | SPE | (RER) · (E) · Transilien · Ligne P du Transilien           | |
| 99 L   | Z 50197/98  | 3 octobre 2013     |           | Île-de-France Mobilités | 7                  | SLJ | Transilien · Ligne J du Transilien · Ligne L du Transilien | |
| 100 HE | Z 50199/200 | 10 septembre 2013  |           | Île-de-France Mobilités | 8                  | SPE | (RER) · (E) · Transilien · Ligne P du Transilien           | |
| 101 L  | Z 50201/02  | 10 octobre 2013    |           | Île-de-France Mobilités | 7                  | SLJ | Transilien · Ligne J du Transilien · Ligne L du Transilien | |
| 102 HE | Z 50203/04  | 30 septembre 2013  |           | Île-de-France Mobilités | 8                  | SPE | (RER) · (E) · Transilien · Ligne P du Transilien           | |
| 103 L  | Z 50205/06  | 13 novembre 2013   |           | Île-de-France Mobilités | 7                  | SLJ | Transilien · Ligne J du Transilien · Ligne L du Transilien | |
| 104 L  | Z 50207/08  | 15 novembre 2013   |           | Île-de-France Mobilités | 7                  | SLJ | Transilien · Ligne J du Transilien · Ligne L du Transilien | |
| 105 HE | Z 50209/10  | 23 octobre 2013    |           | Île-de-France Mobilités | 8                  | SPE | (RER) · (E) · Transilien · Ligne P du Transilien           | |
| 106 L  | Z 50211/12  | 21 novembre 2013   |           | Île-de-France Mobilités | 7                  | SLJ | Transilien · Ligne J du Transilien · Ligne L du Transilien | |
| 107 HE | Z 50213/14  | 30 octobre 2013    |           | Île-de-France Mobilités | 8                  | SPE | (RER) · (E) · Transilien · Ligne P du Transilien           | |
| 108 L  | Z 50215/16  | 9 décembre 2013    |           | Île-de-France Mobilités | 7                  | SLJ | Transilien · Ligne J du Transilien · Ligne L du Transilien | |
| 109 HE | Z 50217/18  | 25 novembre 2013   |           | Île-de-France Mobilités | 8                  | SPE | (RER) · (E) · Transilien · Ligne P du Transilien           | |
| 110 L  | Z 50219/20  | 14 janvier 2014    |           | Île-de-France Mobilités | 7                  | SLJ | Transilien · Ligne J du Transilien · Ligne L du Transilien | |
| 111 HE | Z 50221/22  | 2 décembre 2013    |           | Île-de-France Mobilités | 8                  | SPE | (RER) · (E) · Transilien · Ligne P du Transilien           | |
| 112 L  | Z 50223/24  | 23 janvier 2014    |           | Île-de-France Mobilités | 7                  | SLJ | Transilien · Ligne J du Transilien · Ligne L du Transilien | |
| 113 HE | Z 50225/26  | 19 décembre 2013   |           | Île-de-France Mobilités | 8                  | SPE | (RER) · (E) · Transilien · Ligne P du Transilien           | |
| 114 L  | Z 50227/28  | 7 février 2014     |           | Île-de-France Mobilités | 7                  | SLJ | Transilien · Ligne J du Transilien · Ligne L du Transilien | |
| 115 HE | Z 50229/30  | 31 janvier 2014    |           | Île-de-France Mobilités | 8                  | SPE | (RER) · (E) · Transilien · Ligne P du Transilien           | |
| 116 L  | Z 50231/32  | 11 mars 2014       |           | Île-de-France Mobilités | 7                  | SLJ | Transilien · Ligne J du Transilien · Ligne L du Transilien | |
| 117 HE | Z 50233/34  | 27 février 2014    |           | Île-de-France Mobilités | 8                  | SPE | (RER) · (E) · Transilien · Ligne P du Transilien           | |
| 118 L  | Z 50235/36  | 17 mars 2014       |           | Île-de-France Mobilités | 7                  | SLJ | Transilien · Ligne J du Transilien · Ligne L du Transilien | |
| 119 HE | Z 50237/38  | 28 février 2014    |           | Île-de-France Mobilités | 8                  | SPE | (RER) · (E) · Transilien · Ligne P du Transilien           | |
| 120 L  | Z 50239/40  | 7 avril 2014       |           | Île-de-France Mobilités | 7                  | SLJ | Transilien · Ligne J du Transilien · Ligne L du Transilien | |
| 121 HE | Z 50241/42  | 31 mars 2014       |           | Île-de-France Mobilités | 8                  | SPE | (RER) · (E) · Transilien · Ligne P du Transilien           | Rame utilisée en juillet 2023 pour les essais EOLE |
| 122 L  | Z 50243/44  | 12 mai 2014        |           | Île-de-France Mobilités | 7                  | SLJ | Transilien · Ligne J du Transilien · Ligne L du Transilien | |
| 123 HE | Z 50245/46  | 25 avril 2014      |           | Île-de-France Mobilités | 8                  | SPE | (RER) · (E) · Transilien · Ligne P du Transilien           | |
| 124 L  | Z 50247/48  | 10 juin 2014       |           | Île-de-France Mobilités | 7                  | SLJ | Transilien · Ligne J du Transilien · Ligne L du Transilien | |
| 125 HE | Z 50249/50  | 25 avril 2014      |           | Île-de-France Mobilités | 8                  | SPE | (RER) · (E) · Transilien · Ligne P du Transilien           | |
| 126 L  | Z 50251/52  | 17 juin 2014       |           | Île-de-France Mobilités | 7                  | SLJ | Transilien · Ligne J du Transilien · Ligne L du Transilien | |
| 127 HE | Z 50253/54  | 22 mai 2014        |           | Île-de-France Mobilités | 8                  | SPE | (RER) · (E) · Transilien · Ligne P du Transilien           | |
| 128 L  | Z 50255/56  | 11 juillet 2014    |           | Île-de-France Mobilités | 7                  | SLJ | Transilien · Ligne J du Transilien · Ligne L du Transilien | |
| 129 HE | Z 50257/58  | 23 juin 2014       |           | Île-de-France Mobilités | 8                  | SPE | (RER) · (E) · Transilien · Ligne P du Transilien           | |
| 130 L  | Z 50259/60  | 17 juillet 2014    |           | Île-de-France Mobilités | 7                  | SLJ | Transilien · Ligne J du Transilien · Ligne L du Transilien | |
| 131 HE | Z 50261/62  | 8 juillet 2014     |           | Île-de-France Mobilités | 8                  | SPE | (RER) · (E) · Transilien · Ligne P du Transilien           | |
| 132 L  | Z 50263/64  | 9 septembre 2014   |           | Île-de-France Mobilités | 7                  | SLJ | Transilien · Ligne J du Transilien · Ligne L du Transilien | |
| 133 HE | Z 50265/66  | 8 octobre 2015     |           | Île-de-France Mobilités | 8                  | SPE | (RER) · (E) · Transilien · Ligne P du Transilien           | |
| 134 L  | Z 50267/68  | 9 septembre 2014   |           | Île-de-France Mobilités | 7                  | SLJ | Transilien · Ligne J du Transilien · Ligne L du Transilien | |
| 135 HE | Z 50269/70  | 19 octobre 2015    |           | Île-de-France Mobilités | 8                  | SPE | (RER) · (E) · Transilien · Ligne P du Transilien           | |
| 136 L  | Z 50271/72  | 15 septembre 2014  |           | Île-de-France Mobilités | 7                  | SLJ | Transilien · Ligne J du Transilien · Ligne L du Transilien | |
| 137 HE | Z 50273/74  | 9 janvier 2013     |           | Île-de-France Mobilités | 8                  | SPE | (RER) · (E) · Transilien · Ligne P du Transilien           | |
| 138 HE | Z 50275/76  | 17 janvier 2013    |           | Île-de-France Mobilités | 8                  | SPE | (RER) · (E) · Transilien · Ligne P du Transilien           | |
| 139 HE | Z 50277/78  | 28 janvier 2013    |           | Île-de-France Mobilités | 8                  | SPE | (RER) · (E) · Transilien · Ligne P du Transilien           | |
| 140 HE | Z 50279/80  | 8 février 2013     |           | Île-de-France Mobilités | 8                  | SPE | (RER) · (E) · Transilien · Ligne P du Transilien           | |
| 141 HE | Z 50281/82  | 25 février 2013    |           | Île-de-France Mobilités | 8                  | SPE | (RER) · (E) · Transilien · Ligne P du Transilien           | |
| 142 HE | Z 50283/84  | 1er mars 2013      |           | Île-de-France Mobilités | 8                  | SPE | (RER) · (E) · Transilien · Ligne P du Transilien           | |
| 143 HE | Z 50285/86  | 26 octobre 2015    |           | Île-de-France Mobilités | 8                  | SPE | (RER) · (E) · Transilien · Ligne P du Transilien           | |
| 144 L  | Z 50287/88  | 3 octobre 2014     |           | Île-de-France Mobilités | 7                  | SLJ | Transilien · Ligne J du Transilien · Ligne L du Transilien | |
| 145 HE | Z 50289/90  | 12 novembre 2015   |           | Île-de-France Mobilités | 8                  | SPE | (RER) · (E) · Transilien · Ligne P du Transilien           | |
| 146 L  | Z 50291/92  | 3 octobre 2014     |           | Île-de-France Mobilités | 7                  | SLJ | Transilien · Ligne J du Transilien · Ligne L du Transilien | |
| 147 L  | Z 50293/94  | 3 octobre 2014     |           | Île-de-France Mobilités | 7                  | SLJ | Transilien · Ligne J du Transilien · Ligne L du Transilien | |
| 148 L  | Z 50295/96  | 17 octobre 2014    |           | Île-de-France Mobilités | 7                  | SLJ | Transilien · Ligne J du Transilien · Ligne L du Transilien | |
| 149 L  | Z 50297/98  | 24 octobre 2014    |           | Île-de-France Mobilités | 7                  | SLJ | Transilien · Ligne J du Transilien · Ligne L du Transilien | |
| 150 L  | Z 50299/300 | 7 novembre 2014    |           | Île-de-France Mobilités | 7                  | SLJ | Transilien · Ligne J du Transilien · Ligne L du Transilien | |
| 151 L  | Z 50301/02  | 12 novembre 2014   |           | Île-de-France Mobilités | 7                  | SLJ | Transilien · Ligne J du Transilien · Ligne L du Transilien | |
| 152 L  | Z 50303/04  | 27 novembre 2014   |           | Île-de-France Mobilités | 7                  | SLJ | Transilien · Ligne J du Transilien · Ligne L du Transilien | |
| 153 L  | Z 50305/06  | 2 novembre 2014    |           | Île-de-France Mobilités | 7                  | SLJ | Transilien · Ligne J du Transilien · Ligne L du Transilien | |
| 154 L  | Z 50307/08  | 6 janvier 2015     |           | Île-de-France Mobilités | 7                  | SLJ | Transilien · Ligne J du Transilien · Ligne L du Transilien | |
| 155 L  | Z 50309/10  | 6 janvier 2015     |           | Île-de-France Mobilités | 7                  | SLJ | Transilien · Ligne J du Transilien · Ligne L du Transilien | |
| 156 L  | Z 50311/12  | 16 janvier 2015    |           | Île-de-France Mobilités | 7                  | SLJ | Transilien · Ligne J du Transilien · Ligne L du Transilien | |
| 157 L  | Z 50313/14  | 29 janvier 2015    |           | Île-de-France Mobilités | 7                  | SLJ | Transilien · Ligne J du Transilien · Ligne L du Transilien | |
| 158 L  | Z 50315/16  | 29 janvier 2015    |           | Île-de-France Mobilités | 7                  | SLJ | Transilien · Ligne J du Transilien · Ligne L du Transilien | |
| 159 L  | Z 50317/18  | 25 février 2015    |           | Île-de-France Mobilités | 7                  | SLJ | Transilien · Ligne J du Transilien · Ligne L du Transilien | |
| 160 L  | Z 50319/20  | 7 avril 2015       |           | Île-de-France Mobilités | 7                  | SLJ | Transilien · Ligne J du Transilien · Ligne L du Transilien | |
| 161 L  | Z 50321/22  | 23 mars 2015       |           | Île-de-France Mobilités | 7                  | SLJ | Transilien · Ligne J du Transilien · Ligne L du Transilien | |
| 162 L  | Z 50323/24  | 24 mars 2015       |           | Île-de-France Mobilités | 7                  | SLJ | Transilien · Ligne J du Transilien · Ligne L du Transilien | |
| 163 L  | Z 50325/26  | 29 avril 2015      |           | Île-de-France Mobilités | 7                  | SLJ | Transilien · Ligne J du Transilien · Ligne L du Transilien | |
| 164 L  | Z 50327/28  | 29 avril 2015      |           | Île-de-France Mobilités | 7                  | SLJ | Transilien · Ligne J du Transilien · Ligne L du Transilien | |
| 165 L  | Z 50329/30  | 29 mai 2015        |           | Île-de-France Mobilités | 7                  | SLJ | Transilien · Ligne J du Transilien · Ligne L du Transilien | |
| 166 L  | Z 50331/32  | 29 mai 2015        |           | Île-de-France Mobilités | 7                  | SLJ | Transilien · Ligne J du Transilien · Ligne L du Transilien | |
| 167 L  | Z 50333/34  | 16 juillet 2015    |           | Île-de-France Mobilités | 7                  | SLJ | Transilien · Ligne J du Transilien · Ligne L du Transilien | |
| 168 L  | Z 50335/36  | 11 juin 2015       |           | Île-de-France Mobilités | 7                  | SLJ | Transilien · Ligne J du Transilien · Ligne L du Transilien | |
| 169 L  | Z 50337/38  | 16 juillet 2015    |           | Île-de-France Mobilités | 7                  | SLJ | Transilien · Ligne J du Transilien · Ligne L du Transilien | |
| 170 L  | Z 50339/40  | 22 juillet 2015    |           | Île-de-France Mobilités | 7                  | SLJ | Transilien · Ligne J du Transilien · Ligne L du Transilien | |
| 171 L  | Z 50341/42  | 22 juillet 2015    |           | Île-de-France Mobilités | 7                  | SLJ | Transilien · Ligne J du Transilien · Ligne L du Transilien | |
| 172 L  | Z 50343/44  | 1er octobre 2015   |           | Île-de-France Mobilités | 7                  | SLJ | Transilien · Ligne J du Transilien · Ligne L du Transilien | |
| 173 HE | Z 50345/46  | 28 septembre 2015  |           | Île-de-France Mobilités | 8                  | SPE | (RER) · (E) · Transilien · Ligne P du Transilien           | |
| 174 HE | Z 50347/48  | 29 septembre 2015  |           | Île-de-France Mobilités | 8                  | SPE | (RER) · (E) · Transilien · Ligne P du Transilien           | |
| 175 HE | Z 50349/50  | 4 décembre 2015    |           | Île-de-France Mobilités | 8                  | SPE | (RER) · (E) · Transilien · Ligne P du Transilien           | |
| 176 HE | Z 50351/52  | 1er octobre 2015   |           | Île-de-France Mobilités | 8                  | SPE | (RER) · (E) · Transilien · Ligne P du Transilien           | |
| 177 HE | Z 50353/54  | 11 février 2016    |           | Île-de-France Mobilités | 8                  | SPE | (RER) · (E) · Transilien · Ligne P du Transilien           | |
| 178 HE | Z 50355/56  | 25 février 2016    |           | Île-de-France Mobilités | 8                  | SPE | (RER) · (E) · Transilien · Ligne P du Transilien           | |
| 179 H  | Z 50357/58  | 8 février 2016     |           | Île-de-France Mobilités | 8                  | SPE | (RER) · (E) · Transilien · Ligne P du Transilien           | |
| 180 HE | Z 50359/60  | 16 février 2016    |           | Île-de-France Mobilités | 8                  | SPN | Transilien · Ligne H du Transilien · Ligne K du Transilien | |
| 181 HE | Z 50361/62  | 29 février 2016    |           | Île-de-France Mobilités | 8                  | SPN | Transilien · Ligne H du Transilien · Ligne K du Transilien | |
| 182 HE | Z 50363/64  | 16 mars 2016       |           | Île-de-France Mobilités | 8                  | SPN | Transilien · Ligne H du Transilien · Ligne K du Transilien | |
| 183 H  | Z 50365/66  | 15 mars 2016       |           | Île-de-France Mobilités | 8                  | SPN | Transilien · Ligne H du Transilien · Ligne K du Transilien | |
| 184 H  | Z 50367/68  | 19 avril 2016      |           | Île-de-France Mobilités | 8                  | SPN | Transilien · Ligne H du Transilien · Ligne K du Transilien | |
| 185 H  | Z 50369/70  | 2 mai 2016         |           | Île-de-France Mobilités | 8                  | SPN | Transilien · Ligne H du Transilien · Ligne K du Transilien | |
| 186 H  | Z 50371/72  | 23 mai 2016        |           | Île-de-France Mobilités | 8                  | SPN | Transilien · Ligne H du Transilien · Ligne K du Transilien | |
| 187 H  | Z 50373/74  | 1er juin 2016      |           | Île-de-France Mobilités | 8                  | SPN | Transilien · Ligne H du Transilien · Ligne K du Transilien | |
| 188 H  | Z 50375/76  | 1er juillet 2016   |           | Île-de-France Mobilités | 8                  | SPN | Transilien · Ligne H du Transilien · Ligne K du Transilien | |
| 189 H  | Z 50377/78  | 1er juillet 2016   |           | Île-de-France Mobilités | 8                  | SPN | Transilien · Ligne H du Transilien · Ligne K du Transilien | |
| 190 H  | Z 50379/80  | 20 juillet 2016    |           | Île-de-France Mobilités | 8                  | SPN | Transilien · Ligne H du Transilien · Ligne K du Transilien | |
| 191 H  | Z 50381/82  | 25 juillet 2016    |           | Île-de-France Mobilités | 8                  | SPN | Transilien · Ligne H du Transilien · Ligne K du Transilien | |
| 192 H  | Z 50383/84  | 31 août 2016       |           | Île-de-France Mobilités | 8                  | SPN | Transilien · Ligne H du Transilien · Ligne K du Transilien | |
| 193 H  | Z 50385/86  | 20 septembre 2016  |           | Île-de-France Mobilités | 8                  | SPN | Transilien · Ligne H du Transilien · Ligne K du Transilien | |
| 194 H  | Z 50387/88  | 11 octobre 2016    |           | Île-de-France Mobilités | 8                  | SPN | Transilien · Ligne H du Transilien · Ligne K du Transilien | |
| 195 L  | Z 50389/90  | 15 novembre 2016   |           | Île-de-France Mobilités | 7                  | SLJ | Transilien · Ligne J du Transilien · Ligne L du Transilien | |
| 196 L  | Z 50391/92  | 16 novembre 2016   |           | Île-de-France Mobilités | 7                  | SLJ | Transilien · Ligne J du Transilien · Ligne L du Transilien | |
| 197 L  | Z 50393/94  | 13 janvier 2017    |           | Île-de-France Mobilités | 7                  | SLJ | Transilien · Ligne J du Transilien · Ligne L du Transilien | |
| 198 L  | Z 50395/96  | 7 février 2017     |           | Île-de-France Mobilités | 7                  | SLJ | Transilien · Ligne J du Transilien · Ligne L du Transilien | |
| 199 L  | Z 50397/98  | 24 janvier 2017    |           | Île-de-France Mobilités | 7                  | SLJ | Transilien · Ligne J du Transilien · Ligne L du Transilien | |
| 200 L  | Z 50399/400 | 1er février 2017   |           | Île-de-France Mobilités | 7                  | SLJ | Transilien · Ligne J du Transilien · Ligne L du Transilien | |
| 201 L  | Z 50401/02  | 10 février 2017    |           | Île-de-France Mobilités | 7                  | SLJ | Transilien · Ligne J du Transilien · Ligne L du Transilien | |
| 202 L  | Z 50403/04  | 27 février 2017    |           | Île-de-France Mobilités | 7                  | SLJ | Transilien · Ligne J du Transilien · Ligne L du Transilien | |
| 203 L  | Z 50405/06  | 20 mars 2017       |           | Île-de-France Mobilités | 7                  | SLJ | Transilien · Ligne J du Transilien · Ligne L du Transilien | |
| 204 L  | Z 50407/08  | 23 mars 2017       |           | Île-de-France Mobilités | 7                  | SLJ | Transilien · Ligne J du Transilien · Ligne L du Transilien | |
| 205 L  | Z 50409/10  | 10 avril 2017      |           | Île-de-France Mobilités | 7                  | SLJ | Transilien · Ligne J du Transilien · Ligne L du Transilien | |
| 206 L  | Z 50411/12  | 2 mai 2017         |           | Île-de-France Mobilités | 7                  | SLJ | Transilien · Ligne J du Transilien · Ligne L du Transilien | |
| 207 L  | Z 50413/14  | 19 mai 2017        |           | Île-de-France Mobilités | 7                  | SLJ | Transilien · Ligne J du Transilien · Ligne L du Transilien | |
| 208 L  | Z 50415/16  | 12 juin 2017       |           | Île-de-France Mobilités | 7                  | SLJ | Transilien · Ligne J du Transilien · Ligne L du Transilien | |
| 209 L  | Z 50417/18  | 19 juillet 2017    |           | Île-de-France Mobilités | 7                  | SLJ | Transilien · Ligne J du Transilien · Ligne L du Transilien | Première rame en livrée Île-de-France Mobilités avec la 211L. Pelliculage intérieur au niveau des cabines de conduite. Repeinte par le constructeur. |
| 210 L  | Z 50419/20  | 19 juillet 2017    |           | Île-de-France Mobilités | 7                  | SLJ | Transilien · Ligne J du Transilien · Ligne L du Transilien | |
| 211 L  | Z 50421/22  | 23 août 2017       |           | Île-de-France Mobilités | 7                  | SLJ | Transilien · Ligne J du Transilien · Ligne L du Transilien | Première rame en livrée Île-de-France Mobilités avec la 209L. Repeinte par le constructeur. |
| 212 L  | Z 50423/24  | 28 septembre 2017  |           | Île-de-France Mobilités | 7                  | SLJ | Transilien · Ligne J du Transilien · Ligne L du Transilien | |
| 213 L  | Z 50425/26  | 17 octobre 2017    |           | Île-de-France Mobilités | 7                  | SLJ | Transilien · Ligne J du Transilien · Ligne L du Transilien | |
| 214 L  | Z 50427/28  | 4 décembre 2017    |           | Île-de-France Mobilités | 7                  | SLJ | Transilien · Ligne J du Transilien · Ligne L du Transilien | |
| 215 L  | Z 50429/30  | 22 décembre 2017   |           | Île-de-France Mobilités | 7                  | SLJ | Transilien · Ligne J du Transilien · Ligne L du Transilien | |
| 216 L  | Z 50431/32  | 17 janvier 2018    |           | Île-de-France Mobilités | 7                  | SLJ | Transilien · Ligne J du Transilien · Ligne L du Transilien | |
| 217 L  | Z 50433/34  | 25 janvier 2018    |           | Île-de-France Mobilités | 7                  | SLJ | Transilien · Ligne J du Transilien · Ligne L du Transilien | |
| 218 L  | Z 50435/36  | 6 février 2018     |           | Île-de-France Mobilités | 7                  | SLJ | Transilien · Ligne J du Transilien · Ligne L du Transilien | |
| 219 L  | Z 50437/38  | 20 mars 2018       |           | Île-de-France Mobilités | 7                  | SLJ | Transilien · Ligne J du Transilien · Ligne L du Transilien | |
| 220 L  | Z 50439/40  | 9 mars 2018        |           | Île-de-France Mobilités | 7                  | SLJ | Transilien · Ligne J du Transilien · Ligne L du Transilien | |
| 221 L  | Z 50441/42  | 27 mars 2018       |           | Île-de-France Mobilités | 7                  | SLJ | Transilien · Ligne J du Transilien · Ligne L du Transilien | |
| 222 H  | Z 50443/44  | 27 septembre 2017  |           | Île-de-France Mobilités | 8                  | SPN | Transilien · Ligne H du Transilien · Ligne K du Transilien | |
| 223 H  | Z 50445/46  | 13 octobre 2017    |           | Île-de-France Mobilités | 8                  | SPN | Transilien · Ligne H du Transilien · Ligne K du Transilien | |
| 224 H  | Z 50447/48  | 15 novembre 2017   |           | Île-de-France Mobilités | 8                  | SPN | Transilien · Ligne H du Transilien · Ligne K du Transilien | Rame accidentée au passage à niveau de la gare de Deuil - Montmagny le 2 décembre 2022 vers 9 h. |
| 225 H  | Z 50449/50  | 19 décembre 2017   |           | Île-de-France Mobilités | 8                  | SPN | Transilien · Ligne H du Transilien · Ligne K du Transilien | |
| 226 L  | Z 50451/52  | 5 avril 2018       |           | Île-de-France Mobilités | 7                  | SLJ | Transilien · Ligne J du Transilien · Ligne L du Transilien | Première rame sortie d'usine en livrée Île-de-France Mobilités. |
| 227 L  | Z 50453/54  | 21 avril 2018      |           | Île-de-France Mobilités | 7                  | SLJ | Transilien · Ligne J du Transilien · Ligne L du Transilien | |
| 228 L  | Z 50455/56  | 15 mai 2018        |           | Île-de-France Mobilités | 7                  | SLJ | Transilien · Ligne J du Transilien · Ligne L du Transilien | |
| 229 L  | Z 50457/58  | 8 juin 2018        |           | Île-de-France Mobilités | 7                  | SLJ | Transilien · Ligne J du Transilien · Ligne L du Transilien | |
| 230 L  | Z 50459/60  | 28 août 2019       |           | Île-de-France Mobilités | 7                  | SLJ | Transilien · Ligne J du Transilien · Ligne L du Transilien | |
| 231 L  | Z 50461/62  | 11 septembre 2019  |           | Île-de-France Mobilités | 7                  | SLJ | Transilien · Ligne J du Transilien · Ligne L du Transilien | |
| 232 L  | Z 50463/64  | 26 septembre 2018  |           | Île-de-France Mobilités | 7                  | SLJ | Transilien · Ligne J du Transilien · Ligne L du Transilien | |
| 233 L  | Z 50465/66  | 31 août 2018       |           | Île-de-France Mobilités | 7                  | SLJ | Transilien · Ligne J du Transilien · Ligne L du Transilien | |
| 234 L  | Z 50467/68  | 11 septembre 2018  |           | Île-de-France Mobilités | 7                  | SLJ | Transilien · Ligne J du Transilien · Ligne L du Transilien | |
| 235 L  | Z 50469/70  | 21 septembre 2018  |           | Île-de-France Mobilités | 7                  | SLJ | Transilien · Ligne J du Transilien · Ligne L du Transilien | |
| 236 L  | Z 50471/72  | 8 octobre 2018     |           | Île-de-France Mobilités | 7                  | SLJ | Transilien · Ligne J du Transilien · Ligne L du Transilien | |
| 237 L  | Z 50473/74  | 19 octobre 2018    |           | Île-de-France Mobilités | 7                  | SLJ | Transilien · Ligne J du Transilien · Ligne L du Transilien | |
| 238 L  | Z 50475/76  | 16 novembre 2018   |           | Île-de-France Mobilités | 7                  | SLJ | Transilien · Ligne J du Transilien · Ligne L du Transilien | |
| 239 L  | Z 50477/78  | 27 novembre 2018   |           | Île-de-France Mobilités | 7                  | SLJ | Transilien · Ligne J du Transilien · Ligne L du Transilien | |
| 240 L  | Z 50479/80  | 6 décembre 2018    |           | Île-de-France Mobilités | 7                  | SLJ | Transilien · Ligne J du Transilien · Ligne L du Transilien | |
| 241 L  | Z 50481/82  | 19 décembre 2018   |           | Île-de-France Mobilités | 7                  | SLJ | Transilien · Ligne J du Transilien · Ligne L du Transilien | |
| 242 L  | Z 50483/84  | 28 décembre 2018   |           | Île-de-France Mobilités | 7                  | SLJ | Transilien · Ligne J du Transilien · Ligne L du Transilien | |
| 243 L  | Z 50485/86  | 11 février 2019    |           | Île-de-France Mobilités | 7                  | SLJ | Transilien · Ligne J du Transilien · Ligne L du Transilien | |
| 244 L  | Z 50487/88  | 18 février 2019    |           | Île-de-France Mobilités | 7                  | SLJ | Transilien · Ligne J du Transilien · Ligne L du Transilien | |
| 245 L  | Z 50489/90  | 8 mars 2019        |           | Île-de-France Mobilités | 7                  | SLJ | Transilien · Ligne J du Transilien · Ligne L du Transilien | |
| 246 L  | Z 50491/92  | 29 mars 2019       |           | Île-de-France Mobilités | 7                  | SLJ | Transilien · Ligne J du Transilien · Ligne L du Transilien | |
| 247 L  | Z 50493/94  | 29 mars 2019       |           | Île-de-France Mobilités | 7                  | SLJ | Transilien · Ligne J du Transilien · Ligne L du Transilien | |
| 248 L  | Z 50495/96  | 18 avril 2019      |           | Île-de-France Mobilités | 7                  | SLJ | Transilien · Ligne J du Transilien · Ligne L du Transilien | |
| 249 L  | Z 50497/98  | 10 mai 2019        |           | Île-de-France Mobilités | 7                  | SLJ | Transilien · Ligne J du Transilien · Ligne L du Transilien | |
| 250 L  | Z 50499/500 | 7 juin 2019        |           | Île-de-France Mobilités | 7                  | SLJ | Transilien · Ligne J du Transilien · Ligne L du Transilien | |
| 251 L  | Z 50501/02  | 24 juin 2019       |           | Île-de-France Mobilités | 7                  | SLJ | Transilien · Ligne J du Transilien · Ligne L du Transilien | |
| 252 L  | Z 50503/04  | 8 juillet 2019     |           | Île-de-France Mobilités | 7                  | SLJ | Transilien · Ligne J du Transilien · Ligne L du Transilien | |
| 253 L  | Z 50505/06  | 30 août 2019       |           | Île-de-France Mobilités | 7                  | SLJ | Transilien · Ligne J du Transilien · Ligne L du Transilien | |
| 254 L  | Z 50507/08  | 3 septembre 2019   |           | Île-de-France Mobilités | 7                  | SLJ | Transilien · Ligne J du Transilien · Ligne L du Transilien | |
| 255 L  | Z 50509/10  | 3 septembre 2019   |           | Île-de-France Mobilités | 7                  | SLJ | Transilien · Ligne J du Transilien · Ligne L du Transilien | |
| 256 L  | Z 50511/12  | 6 septembre 2019   |           | Île-de-France Mobilités | 7                  | SLJ | Transilien · Ligne J du Transilien · Ligne L du Transilien | |
| 257 L  | Z 50513/14  | 2 octobre 2019     |           | Île-de-France Mobilités | 7                  | SLJ | Transilien · Ligne J du Transilien · Ligne L du Transilien | |
| 258 L  | Z 50515/16  | 16 octobre 2019    |           | Île-de-France Mobilités | 7                  | SLJ | Transilien · Ligne J du Transilien · Ligne L du Transilien | |
| 259 L  | Z 50517/18  | 16 octobre 2019    |           | Île-de-France Mobilités | 7                  | SLJ | Transilien · Ligne J du Transilien · Ligne L du Transilien | |
| 260 L  | Z 50519/20  | 14 novembre 2019   |           | Île-de-France Mobilités | 7                  | SLJ | Transilien · Ligne J du Transilien · Ligne L du Transilien | |
| 261 L  | Z 50521/22  | 14 novembre 2019   |           | Île-de-France Mobilités | 7                  | SLJ | Transilien · Ligne J du Transilien · Ligne L du Transilien | |
| 262 L  | Z 50523/24  | 14 novembre 2019   |           | Île-de-France Mobilités | 7                  | SLJ | Transilien · Ligne J du Transilien · Ligne L du Transilien | |
| 263 L  | Z 50525/26  | 29 novembre 2019   |           | Île-de-France Mobilités | 7                  | SLJ | Transilien · Ligne J du Transilien · Ligne L du Transilien | |
| 264 L  | Z 50527/28  | 29 novembre 2019   |           | Île-de-France Mobilités | 7                  | SLJ | Transilien · Ligne J du Transilien · Ligne L du Transilien | |
| 265 L  | Z 50529/30  | 29 novembre 2019   |           | Île-de-France Mobilités | 7                  | SLJ | Transilien · Ligne J du Transilien · Ligne L du Transilien | |
| 266 L  | Z 50531/32  | 29 novembre 2019   |           | Île-de-France Mobilités | 7                  | SLJ | Transilien · Ligne J du Transilien · Ligne L du Transilien | |
| 267 L  | Z 50533/34  | 10 décembre 2019   |           | Île-de-France Mobilités | 7                  | SLJ | Transilien · Ligne J du Transilien · Ligne L du Transilien | |
| 268 L  | Z 50535/36  | 5 février 2020     |           | Île-de-France Mobilités | 7                  | SLJ | Transilien · Ligne J du Transilien · Ligne L du Transilien | |
| 269 L  | Z 50537/38  | 18 février 2020    |           | Île-de-France Mobilités | 7                  | SLJ | Transilien · Ligne J du Transilien · Ligne L du Transilien | |
| 270 L  | Z 50539/40  | 20 février 2020    |           | Île-de-France Mobilités | 7                  | SLJ | Transilien · Ligne J du Transilien · Ligne L du Transilien | |
| 271 L  | Z 50541/42  | 19 février 2020    |           | Île-de-France Mobilités | 7                  | SLJ | Transilien · Ligne J du Transilien · Ligne L du Transilien | |
| 272 L  | Z 50543/44  | 3 mars 2020        |           | Île-de-France Mobilités | 7                  | SLJ | Transilien · Ligne J du Transilien · Ligne L du Transilien | |
| 273 L  | Z 50545/46  | 23 mars 2020       |           | Île-de-France Mobilités | 7                  | SLJ | Transilien · Ligne J du Transilien · Ligne L du Transilien | |
| 274 L  | Z 50547/48  | 26 juin 2020       |           | Île-de-France Mobilités | 7                  | SLJ | Transilien · Ligne J du Transilien · Ligne L du Transilien | |
| 275 L  | Z 50549/50  | 18 juin 2020       |           | Île-de-France Mobilités | 7                  | SLJ | Transilien · Ligne J du Transilien · Ligne L du Transilien | |
| 276 L  | Z 50551/52  | 29 juillet 2020    |           | Île-de-France Mobilités | 7                  | SLJ | Transilien · Ligne J du Transilien · Ligne L du Transilien | |
| 277 L  | Z 50553/54  | 28 juillet 2020    |           | Île-de-France Mobilités | 7                  | SLJ | Transilien · Ligne J du Transilien · Ligne L du Transilien | |
| 278 L  | Z 50555/56  | 25 septembre 2020  |           | Île-de-France Mobilités | 7                  | SLJ | Transilien · Ligne J du Transilien · Ligne L du Transilien | Première rame sortie d'usine avec le nouvel écran SIVE unifié. |
| 279 L  | Z 50557/58  | 7 août 2020        |           | Île-de-France Mobilités | 7                  | SLJ | Transilien · Ligne J du Transilien · Ligne L du Transilien | |
| 280 L  | Z 50559/60  | 15 octobre 2020    |           | Île-de-France Mobilités | 7                  | SLJ | Transilien · Ligne J du Transilien · Ligne L du Transilien | |
| 281 L  | Z 50561/62  | 22 septembre 2020  |           | Île-de-France Mobilités | 7                  | SLJ | Transilien · Ligne J du Transilien · Ligne L du Transilien | |
| 282 L  | Z 50563/64  | 19 septembre 2020  |           | Île-de-France Mobilités | 7                  | SLJ | Transilien · Ligne J du Transilien · Ligne L du Transilien | |
| 283 L  | Z 50565/66  | 20 novembre 2020   |           | Île-de-France Mobilités | 7                  | SLJ | Transilien · Ligne J du Transilien · Ligne L du Transilien | |
| 284 L  | Z 50567/68  | 27 octobre 2020    |           | Île-de-France Mobilités | 7                  | SLJ | Transilien · Ligne J du Transilien · Ligne L du Transilien | |
| 285 L  | Z 50569/70  | 5 novembre 2020    |           | Île-de-France Mobilités | 7                  | SLJ | Transilien · Ligne J du Transilien · Ligne L du Transilien | |
| 286 L  | Z 50571/72  | 21 octobre 2020    |           | Île-de-France Mobilités | 7                  | SLJ | Transilien · Ligne J du Transilien · Ligne L du Transilien | |
| 287 L  | Z 50573/74  | 9 novembre 2020    |           | Île-de-France Mobilités | 7                  | SLJ | Transilien · Ligne J du Transilien · Ligne L du Transilien | |
| 288 L  | Z 50575/76  | 20 novembre 2020   |           | Île-de-France Mobilités | 7                  | SLJ | Transilien · Ligne J du Transilien · Ligne L du Transilien | |
| 289 L  | Z 50577/78  | 3 décembre 2020    |           | Île-de-France Mobilités | 7                  | SLJ | Transilien · Ligne J du Transilien · Ligne L du Transilien | |
| 290 L  | Z 50579/80  | 14 décembre 2020   |           | Île-de-France Mobilités | 7                  | SLJ | Transilien · Ligne J du Transilien · Ligne L du Transilien | |
| 291 L  | Z 50581/82  | 2 décembre 2020    |           | Île-de-France Mobilités | 7                  | SLJ | Transilien · Ligne J du Transilien · Ligne L du Transilien | |
| 292 L  | Z 50583/84  | 4 janvier 2021     |           | Île-de-France Mobilités | 7                  | SLJ | Transilien · Ligne J du Transilien · Ligne L du Transilien | |
| 293 L  | Z 50585/86  | 23 décembre 2020   |           | Île-de-France Mobilités | 7                  | SLJ | Transilien · Ligne J du Transilien · Ligne L du Transilien | |
| 294 L  | Z 50587/88  | 24 décembre 2020   |           | Île-de-France Mobilités | 7                  | SLJ | Transilien · Ligne J du Transilien · Ligne L du Transilien | |
| 295 L  | Z 50589/90  | 5 février 2021     |           | Île-de-France Mobilités | 7                  | SLJ | Transilien · Ligne J du Transilien · Ligne L du Transilien | Première rame sortie d'usine conforme à la STI 2014 : extincteurs, nouveaux phares, changement de son d'ouverture des portes. |
| 296 HE | Z 50591/92  | 12 février 2021    |           | Île-de-France Mobilités | 8                  | SPE | (RER) · (E) · Transilien · Ligne P du Transilien           | |
| 297 HE | Z 50593/94  | 1er mars 2021      |           | Île-de-France Mobilités | 8                  | SPE | (RER) · (E) · Transilien · Ligne P du Transilien           | |
| 298 HE | Z 50595/96  | 12 mars 2021       |           | Île-de-France Mobilités | 8                  | SPE | (RER) · (E) · Transilien · Ligne P du Transilien           | |
| 299 HE | Z 50597/98  | 24 mars 2021       |           | Île-de-France Mobilités | 8                  | SPE | (RER) · (E) · Transilien · Ligne P du Transilien           | |
| 300 HE | Z 50599/600 | 29 avril 2021      |           | Île-de-France Mobilités | 8                  | SPE | (RER) · (E) · Transilien · Ligne P du Transilien           | |
| 301 HE | Z 50601/602 | 30 avril 2021      |           | Île-de-France Mobilités | 8                  | SPE | (RER) · (E) · Transilien · Ligne P du Transilien           | |
| 302 HE | Z 50603/604 | 31 mai 2021        |           | Île-de-France Mobilités | 8                  | SPE | (RER) · (E) · Transilien · Ligne P du Transilien           | |
| 303 HE | Z 50605/606 | 19 janvier 2022    |           | Île-de-France Mobilités | 8                  | SPE | (RER) · (E) · Transilien · Ligne P du Transilien           | |
| 304 HE | Z 50607/608 | 9 février 2022     |           | Île-de-France Mobilités | 8                  | SPE | (RER) · (E) · Transilien · Ligne P du Transilien           | |
| 305 HE | Z 50609/610 | 25 février 2022    |           | Île-de-France Mobilités | 8                  | SPE | (RER) · (E) · Transilien · Ligne P du Transilien           | |
| 306 HE | Z 50611/612 | 14 mars 2022       |           | Île-de-France Mobilités | 8                  | SPE | (RER) · (E) · Transilien · Ligne P du Transilien           | |
| 307 HE | Z 50613/614 | 4 avril 2022       |           | Île-de-France Mobilités | 8                  | SPE | (RER) · (E) · Transilien · Ligne P du Transilien           | |
| 308 HE | Z 50615/616 | 2 mai 2022         |           | Île-de-France Mobilités | 8                  | SPE | (RER) · (E) · Transilien · Ligne P du Transilien           | |
| 309 HE | Z 50617/618 | 20 mai 2022        |           | Île-de-France Mobilités | 8                  | SPE | (RER) · (E) · Transilien · Ligne P du Transilien           | |
| 310 HE | Z 50619/620 | 28 juin 2022       |           | Île-de-France Mobilités | 8                  | SPE | (RER) · (E) · Transilien · Ligne P du Transilien           | |
| 311 HE | Z 50621/622 | 14 juin 2022       |           | Île-de-France Mobilités | 8                  | SPE | (RER) · (E) · Transilien · Ligne P du Transilien           | |
| 312 HE | Z 50623/624 | 21 juin 2022       |           | Île-de-France Mobilités | 8                  | SPE | (RER) · (E) · Transilien · Ligne P du Transilien           | |
| 313 HE | Z 50625/626 | 15 juillet 2022    |           | Île-de-France Mobilités | 8                  | SPE | (RER) · (E) · Transilien · Ligne P du Transilien           | |
| 314 L  | Z 50627/28  | 3 février 2021     |           | Île-de-France Mobilités | 7                  | SLJ | Transilien · Ligne J du Transilien · Ligne L du Transilien | |
| 315 L  | Z 50629/30  | 25 février 2021    |           | Île-de-France Mobilités | 7                  | SLJ | Transilien · Ligne J du Transilien · Ligne L du Transilien | |
| 316 L  | Z 50631/32  | 17 mars 2021       |           | Île-de-France Mobilités | 7                  | SLJ | Transilien · Ligne J du Transilien · Ligne L du Transilien | |
| 317 L  | Z 50633/34  | 2 avril 2021       |           | Île-de-France Mobilités | 7                  | SLJ | Transilien · Ligne J du Transilien · Ligne L du Transilien | |
| 318 L  | Z 50635/36  | 21 avril 2021      |           | Île-de-France Mobilités | 7                  | SLJ | Transilien · Ligne J du Transilien · Ligne L du Transilien | |
| 319 L  | Z 50637/38  | 5 mai 2021         |           | Île-de-France Mobilités | 7                  | SLJ | Transilien · Ligne J du Transilien · Ligne L du Transilien | |
| 320 L  | Z 50639/40  | 2 juin 2021        |           | Île-de-France Mobilités | 7                  | SLJ | Transilien · Ligne J du Transilien · Ligne L du Transilien | |
| 321 L  | Z 50641/42  | 10 juin 2021       |           | Île-de-France Mobilités | 7                  | SLJ | Transilien · Ligne J du Transilien · Ligne L du Transilien | |
| 322 L  | Z 50643/44  | 18 juin 2021       |           | Île-de-France Mobilités | 7                  | SLJ | Transilien · Ligne J du Transilien · Ligne L du Transilien | |
| 323 L  | Z 50645/46  | 25 juin 2021       |           | Île-de-France Mobilités | 7                  | SLJ | Transilien · Ligne J du Transilien · Ligne L du Transilien | |
| 324 L  | Z 50647/48  | 6 juillet 2021     |           | Île-de-France Mobilités | 7                  | SLJ | Transilien · Ligne J du Transilien · Ligne L du Transilien | |
| 325 L  | Z 50649/50  | 19 juillet 2021    |           | Île-de-France Mobilités | 7                  | SLJ | Transilien · Ligne J du Transilien · Ligne L du Transilien | |
| 326 L  | Z 50651/52  | 22 juillet 2021    |           | Île-de-France Mobilités | 7                  | SLJ | Transilien · Ligne J du Transilien · Ligne L du Transilien | |
| 327 L  | Z 50653/54  | 26 juillet 2021    |           | Île-de-France Mobilités | 7                  | SLJ | Transilien · Ligne J du Transilien · Ligne L du Transilien | |
| 328 L  | Z 50655/56  | 1er septembre 2021 |           | Île-de-France Mobilités | 7                  | SLJ | Transilien · Ligne J du Transilien · Ligne L du Transilien | |
| 329 L  | Z 50657/58  | 10 septembre 2021  |           | Île-de-France Mobilités | 7                  | SLJ | Transilien · Ligne J du Transilien · Ligne L du Transilien | |
| 330 L  | Z 50659/60  | 20 septembre 2021  |           | Île-de-France Mobilités | 7                  | SLJ | Transilien · Ligne J du Transilien · Ligne L du Transilien | |
| 331 L  | Z 50661/62  | 24 septembre 2021  |           | Île-de-France Mobilités | 7                  | SLJ | Transilien · Ligne J du Transilien · Ligne L du Transilien | |
| 332 L  | Z 50663/64  | 1er octobre 2021   |           | Île-de-France Mobilités | 7                  | SLJ | Transilien · Ligne J du Transilien · Ligne L du Transilien | |
| 333 HE | Z 50665/66  | 19 août 2022       |           | Île-de-France Mobilités | 8                  | SPE | (RER) · (E) · Transilien · Ligne P du Transilien           | |
| 334 L  | Z 50667/68  | 12 octobre 2021    |           | Île-de-France Mobilités | 7                  | SLJ | Transilien · Ligne J du Transilien · Ligne L du Transilien | |
| 335 HE | Z 50669/70  | 25 août 2022       |           | Île-de-France Mobilités | 8                  | SPE | (RER) · (E) · Transilien · Ligne P du Transilien           | |
| 336 L  | Z 50671/72  | 20 octobre 2021    |           | Île-de-France Mobilités | 7                  | SLJ | Transilien · Ligne J du Transilien · Ligne L du Transilien | |
| 337 L  | Z 50673/74  | 28 octobre 2021    |           | Île-de-France Mobilités | 7                  | SLJ | Transilien · Ligne J du Transilien · Ligne L du Transilien | |
| 338 HE | Z 50675/76  | 23 août 2022       |           | Île-de-France Mobilités | 8                  | SPE | (RER) · (E) · Transilien · Ligne P du Transilien           | |
| 339 HE | Z 50677/78  | 21 septembre 2022  |           | Île-de-France Mobilités | 8                  | SPE | (RER) · (E) · Transilien · Ligne P du Transilien           | |
| 340 L  | Z 50679/80  | 4 novembre 2021    |           | Île-de-France Mobilités | 7                  | SLJ | Transilien · Ligne J du Transilien · Ligne L du Transilien | |
| 341 L  | Z 50681/82  | 16 novembre 2021   |           | Île-de-France Mobilités | 7                  | SLJ | Transilien · Ligne J du Transilien · Ligne L du Transilien | |
| 342 L  | Z 50683/84  | 3 décembre 2021    |           | Île-de-France Mobilités | 7                  | SLJ | Transilien · Ligne J du Transilien · Ligne L du Transilien | |
| 343 HE | Z 50685/86  | 17 novembre 2022   |           | Île-de-France Mobilités | 8                  | SPE | (RER) · (E) · Transilien · Ligne P du Transilien           | |
| 344 L  | Z 50687/88  | 8 décembre 2021    |           | Île-de-France Mobilités | 7                  | SLJ | Transilien · Ligne J du Transilien · Ligne L du Transilien | |
| 345 L  | Z 50689/90  | 4 janvier 2022     |           | Île-de-France Mobilités | 7                  | SLJ | Transilien · Ligne J du Transilien · Ligne L du Transilien | |
| 346 L  | Z 50691/92  | 9 février 2022     |           | Île-de-France Mobilités | 7                  | SLJ | Transilien · Ligne J du Transilien · Ligne L du Transilien | |
| 347 L  | Z 50693/94  | 28 mars 2022       |           | Île-de-France Mobilités | 7                  | SLJ | Transilien · Ligne J du Transilien · Ligne L du Transilien | |
| 348 L  | Z 50695/96  | 23 mai 2022        |           | Île-de-France Mobilités | 7                  | SLJ | Transilien · Ligne J du Transilien · Ligne L du Transilien | |
| 349 L  | Z 50697/98  | 28 mars 2022       |           | Île-de-France Mobilités | 7                  | SLJ | Transilien · Ligne J du Transilien · Ligne L du Transilien | |
| 350 L  | Z 50699/700 | 11 avril 2022      |           | Île-de-France Mobilités | 7                  | SLJ | Transilien · Ligne J du Transilien · Ligne L du Transilien | |
| 351 L  | Z 50701/02  | 11 avril 2022      |           | Île-de-France Mobilités | 7                  | SLJ | Transilien · Ligne J du Transilien · Ligne L du Transilien | |
| 352 L  | Z 50703/04  | 23 mai 2022        |           | Île-de-France Mobilités | 7                  | SLJ | Transilien · Ligne J du Transilien · Ligne L du Transilien | |
| 353 L  | Z 50705/06  | 30 juin 2022       |           | Île-de-France Mobilités | 7                  | SLJ | Transilien · Ligne J du Transilien · Ligne L du Transilien | |
| 354 L  | Z 50707/08  | 30 juin 2022       |           | Île-de-France Mobilités | 7                  | SLJ | Transilien · Ligne J du Transilien · Ligne L du Transilien | |
| 355 L  | Z 50709/10  | 29 juillet 2022    |           | Île-de-France Mobilités | 7                  | SLJ | Transilien · Ligne J du Transilien · Ligne L du Transilien | |
| 356 L  | Z 50711/12  | 21 septembre 2022  |           | Île-de-France Mobilités | 7                  | SLJ | Transilien · Ligne J du Transilien · Ligne L du Transilien | |
| 357 L  | Z 50713/14  | 21 septembre 2022  |           | Île-de-France Mobilités | 7                  | SLJ | Transilien · Ligne J du Transilien · Ligne L du Transilien | |
| 358 L  | Z 50715/16  | 14 novembre 2022   |           | Île-de-France Mobilités | 7                  | SLJ | Transilien · Ligne J du Transilien · Ligne L du Transilien | Rame ayant reçu la livrée 360 en attendant la livraison de la 360ème rame. Elle perdra sa livrée spéciale une fois la 360L livrée. |
| 359 L  | Z 50717/18  | 22 novembre 2022   |           | Île-de-France Mobilités | 7                  | SLJ | Transilien · Ligne J du Transilien · Ligne L du Transilien | |
| 360 L  | Z 50719/20  | 1er décembre 2022  |           | Île-de-France Mobilités | 7                  | SLJ | Transilien · Ligne J du Transilien · Ligne L du Transilien | Livrée spéciale dotée du numéro 360, pour célébrer la sortie d'usine de la 360ème et dernière rame. |